# Гирино (Ростовская область)
Ги́рино — хутор в Тарасовском районе Ростовской области.
Входит в состав Большинского сельского поселения.

## Население
| 2010 |
| ---- |
| 28   |

## Улицы
На хуторе имеется одна улица — Гиринская.